# Пробіжнянський деканат УГКЦ
Пробіжнянський деканат (протопресвітеріат) Бучацької єпархії УГКЦ — релігійна структура УГКЦ, що діє на території Тернопільської області України.

## Декани
Декан (протопресвітер) Пробіжнянський — о. Зиновій Пасічник.

## Парафії деканату
| Парафії                                     | Населені пункти       |
| ------------------------------------------- | --------------------- |
| Покрови Пресвятої Богородиці                | с. Босири             |
| Успіння Пресвятої Богородиці                | с. Васильків          |
| Покрови Пресвятої Богородиці                | с. Великі Чорнокінці  |
| Святого Архістратига Михаїла                | с. Залісся            |
| Святого апостола Івана Богослова            | с. Зелена             |
| Святого Миколая                             | с. Колиндяни          |
| Святого Миколая Чудотворця                  | с. Коцюбинчики        |
| Усікновення голови святого Івана Хрестителя | с. Кривеньке          |
| Святої первомучениці Теклі                  | с. Малі Чорнокінці    |
| Успення Пресвятої Богородиці                | с. Пробіжна           |
| Введення в храм Пресвятої Богородиці        | с. Сокиринці          |
| Введення в храм Пресвятої Богородиці        | с. Тарнавка           |
| Пресвятої Трійці                            | с. Товстеньке         |
| Різдва Пресвятої Богородиці                 | с. Чорнокінецька Воля |
| Святих Косми і Дам'яна                      | с. Шманьківці         |
| Святого Юрія                                | с. Шманьківчики       |